# Ectropis grisescens
Ectropis grisescens là một loài bướm đêm trong họ Geometridae.